# Eliminatoria a la Eurocopa Sub-18 1996
La Eliminatoria al Campeonato Europeo Sub-18 1996 fue la fase previa que disputaron 45 selecciones juveniles de Europa para obtener una de las 7 plazas para la fase final del torneo a celebrarse en Francia en 1996.

## Primera ronda

### Grupo 1
Los partidos se jugaron en Austria.
| País       | J | G | E | P | GF | GC | GD | Pts |
| ---------- | - | - | - | - | -- | -- | -- | --- |
| Yugoslavia | 2 | 2 | 0 | 0 | 6  | 0  | +6 | 6 1 |
| Austria    | 2 | 1 | 0 | 1 | 3  | 4  | –1 | 3   |
| Georgia    | 2 | 0 | 0 | 2 | 1  | 6  | –5 | 0   |

|  | Austria    | 0–3 | Yugoslavia |
|  | Georgia    | 1–3 | Austria    |
|  | Yugoslavia | 3–0 | Georgia    |

1- Descalificado por la UEFA.

### Grupo 2
| País       | J | G | E | P | GF | GC | GD | Pts |
| ---------- | - | - | - | - | -- | -- | -- | --- |
| Grecia     | 4 | 3 | 1 | 0 | 11 | 2  | +9 | 10  |
| Suiza      | 4 | 2 | 1 | 1 | 6  | 6  | 0  | 7   |
| Luxemburgo | 4 | 0 | 0 | 4 | 0  | 9  | –9 | 0   |

|  | Luxemburgo | 0–3 | Suiza      |
|  | Suiza      | 1–5 | Grecia     |
|  | Luxemburgo | 0–2 | Grecia     |
|  | Suiza      | 1–0 | Luxemburgo |
|  | Grecia     | 1–1 | Suiza      |
|  | Grecia     | 3–0 | Luxemburgo |

### Grupo 3
| País     | J | G | E | P | GF | GC | GD  | Pts |
| -------- | - | - | - | - | -- | -- | --- | --- |
| Italia   | 4 | 4 | 0 | 0 | 9  | 0  | +9  | 12  |
| Bulgaria | 4 | 2 | 0 | 2 | 4  | 3  | +1  | 6   |
| Malta    | 4 | 0 | 0 | 4 | 0  | 10 | –10 | 0   |

|  | Italia   | 2–0 | Bulgaria |
|  | Bulgaria | 3–0 | Malta    |
|  | Italia   | 5–0 | Malta    |
|  | Bulgaria | 0–1 | Italia   |
|  | Malta    | 0–1 | Italia   |
|  | Malta    | 0–1 | Bulgaria |

### Grupo 4
| País            | J | G | E | P | GF | GC | GD | Pts |
| --------------- | - | - | - | - | -- | -- | -- | --- |
| Rusia           | 4 | 2 | 1 | 1 | 9  | 6  | +3 | 7   |
| Turquía         | 4 | 1 | 2 | 1 | 4  | 4  | 0  | 5   |
| República Checa | 4 | 1 | 1 | 2 | 3  | 6  | –3 | 4   |

|  | República Checa | 2–1 | Rusia           |
|  | Rusia           | 4–1 | República Checa |
|  | Rusia           | 1–1 | Turquía         |
|  | Turquía         | 0–0 | República Checa |
|  | República Checa | 0–1 | Turquía         |
|  | Turquía         | 2–3 | Rusia           |

### Grupo 5
Los partidos se jugaron en Israel.
| País       | J | G | E | P | GF | GC | GD | Pts |
| ---------- | - | - | - | - | -- | -- | -- | --- |
| Hungría    | 2 | 1 | 1 | 0 | 4  | 1  | +3 | 4   |
| Israel     | 2 | 1 | 1 | 0 | 3  | 2  | +1 | 4   |
| Azerbaiyán | 2 | 0 | 0 | 2 | 1  | 5  | –4 | 0   |

|  | Israel     | 2–1 | Azerbaiyán |
|  | Azerbaiyán | 0–3 | Hungría    |
|  | Hungría    | 1–1 | Israel     |

### Grupo 6
Los partidos se jugaron en Alemania.
| País     | J | G | E | P | GF | GC | GD | Pts |
| -------- | - | - | - | - | -- | -- | -- | --- |
| Alemania | 2 | 2 | 0 | 0 | 5  | 2  | +3 | 6   |
| Croacia  | 2 | 1 | 0 | 1 | 3  | 4  | –1 | 3   |
| Rumania  | 2 | 0 | 0 | 2 | 0  | 2  | –2 | 0   |

|  | Rumania  | 0–1 | Alemania |
|  | Croacia  | 1–0 | Rumania  |
|  | Alemania | 4–2 | Croacia  |

### Grupo 7
Los partidos se jugaron en Bélgica.
| País      | J | G | E | P | GF | GC | GD | Pts |
| --------- | - | - | - | - | -- | -- | -- | --- |
| Bélgica   | 2 | 2 | 0 | 0 | 6  | 3  | +3 | 6   |
| Eslovenia | 2 | 1 | 0 | 1 | 3  | 4  | –1 | 3   |
| Moldavia  | 2 | 0 | 0 | 2 | 3  | 5  | –2 | 0   |

|  | Bélgica   | 3–1 | Eslovenia |
|  | Eslovenia | 2–1 | Moldavia  |
|  | Moldavia  | 2–3 | Bélgica   |

### Grupo 8
Los partidos se jugaron en Dinamarca.
| País                | J | G | E | P | GF | GC | GD | Pts |
| ------------------- | - | - | - | - | -- | -- | -- | --- |
| Portugal            | 2 | 2 | 0 | 0 | 4  | 0  | +4 | 6   |
| Dinamarca           | 2 | 1 | 0 | 1 | 2  | 1  | +1 | 3   |
| Macedonia del Norte | 2 | 0 | 0 | 2 | 0  | 5  | –5 | 0   |

|  | Macedonia | 0–2 | Dinamarca           |
|  | Portugal  | 3–0 | Macedonia del Norte |
|  | Dinamarca | 0–1 | Portugal            |

### Grupo 9
Los partidos se jugaron en Holanda.
| País         | J | G | E | P | GF | GC | GD  | Pts |
| ------------ | - | - | - | - | -- | -- | --- | --- |
| Países Bajos | 2 | 2 | 0 | 0 | 14 | 4  | +10 | 6   |
| Chipre       | 2 | 1 | 0 | 1 | 3  | 5  | –2  | 3   |
| Armenia      | 2 | 0 | 0 | 2 | 2  | 10 | –8  | 0   |

|  | Chipre       | 2–5 | Países Bajos |
|  | Armenia      | 0–1 | Chipre       |
|  | Países Bajos | 9–2 | Armenia      |

### Grupo 10
Los partidos se jugaron en Eslovaquia.
| País       | J | G | E | P | GF | GC | GD | Pts |
| ---------- | - | - | - | - | -- | -- | -- | --- |
| España     | 2 | 1 | 1 | 0 | 2  | 1  | +1 | 4   |
| Ucrania    | 2 | 1 | 0 | 1 | 5  | 3  | +2 | 3   |
| Eslovaquia | 2 | 0 | 1 | 1 | 1  | 4  | –3 | 1   |

|  | Ucrania    | 1-2 | España     |
|  | Eslovaquia | 1–4 | Ucrania    |
|  | España     | 0–0 | Eslovaquia |

### Grupo 11
Los partidos se jugaron en Polonia.
| País        | J | G | E | P | GF | GC | GD  | Pts |
| ----------- | - | - | - | - | -- | -- | --- | --- |
| Noruega     | 2 | 2 | 0 | 0 | 11 | 2  | +9  | 6   |
| Polonia     | 2 | 1 | 0 | 1 | 6  | 4  | +2  | 3   |
| Islas Feroe | 2 | 0 | 0 | 2 | 0  | 11 | –11 | 0   |

|  | Islas Feroe | 0–4 | Polonia     |
|  | Noruega     | 7–0 | Islas Feroe |
|  | Polonia     | 2–4 | Noruega     |

### Grupo 12
Los partidos se jugaron en Lituania.
| País     | J | G | E | P | GF | GC | GD | Pts |
| -------- | - | - | - | - | -- | -- | -- | --- |
| Escocia  | 2 | 2 | 0 | 0 | 5  | 1  | +4 | 6   |
| Lituania | 2 | 1 | 0 | 1 | 4  | 2  | +2 | 3   |
| Estonia  | 2 | 0 | 0 | 2 | 2  | 8  | –6 | 0   |

|  | Estonia  | 1–4 | Lituania |
|  | Escocia  | 4–1 | Estonia  |
|  | Lituania | 0–1 | Escocia  |

### Grupo 13
Los partidos se jugaron en Inglaterra.
| País       | J | G | E | P | GF | GC | GD | Pts |
| ---------- | - | - | - | - | -- | -- | -- | --- |
| Inglaterra | 2 | 2 | 0 | 0 | 8  | 2  | +6 | 6   |
| Suecia     | 2 | 1 | 0 | 1 | 5  | 7  | –2 | 3   |
| Letonia    | 2 | 0 | 0 | 2 | 1  | 5  | –4 | 0   |

|  | Suecia     | 3–1 | Letonia    |
|  | Letonia    | 0–2 | Inglaterra |
|  | Inglaterra | 6–2 | Suecia     |

### Grupo 14
| País      | J | G | E | P | GF | GC | GD | Pts |
| --------- | - | - | - | - | -- | -- | -- | --- |
| Irlanda   | 4 | 3 | 1 | 0 | 11 | 2  | +9 | 10  |
| Gales     | 4 | 2 | 1 | 1 | 5  | 5  | 0  | 7   |
| Finlandia | 4 | 0 | 0 | 4 | 4  | 13 | –9 | 0   |

|  | Finlandia | 2–5 | Irlanda   |
|  | Gales     | 3–2 | Finlandia |
|  | Irlanda   | 0–0 | Gales     |
|  | Finlandia | 0–2 | Gales     |
|  | Irlanda   | 3–0 | Finlandia |
|  | Gales     | 0–3 | Irlanda   |

### Grupo 15
Los partidos se jugaron en Irlanda del Norte.
| País              | J | G | E | P | GF | GC | GD | Pts |
| ----------------- | - | - | - | - | -- | -- | -- | --- |
| Islandia          | 2 | 1 | 1 | 0 | 3  | 2  | +1 | 4   |
| Irlanda del Norte | 2 | 1 | 0 | 1 | 4  | 3  | +1 | 3   |
| Bielorrusia       | 2 | 0 | 1 | 1 | 0  | 2  | –2 | 1   |

|  | Irlanda del Norte | 0–2 | Bielorrusia       |
|  | Bielorrusia       | 0–0 | Islandia          |
|  | Islandia          | 3–2 | Irlanda del Norte |

## Segunda ronda

### Fase de grupos
| País    | J | G | E | P | GF | GC | GD | Pts |
| ------- | - | - | - | - | -- | -- | -- | --- |
| Italia  | 4 | 3 | 1 | 0 | 9  | 1  | +8 | 10  |
| Grecia  | 4 | 2 | 0 | 2 | 3  | 7  | –4 | 6   |
| Austria | 4 | 0 | 1 | 3 | 0  | 4  | –4 | 1   |

|  | Italia  | 4–0 | Grecia  |
|  | Grecia  | 1–3 | Italia  |
|  | Grecia  | 1–0 | Austria |
|  | Italia  | 2–0 | Austria |
|  | Austria | 0–1 | Grecia  |
|  | Austria | 0–0 | Italia  |

### Eliminación Directa
| Equipo 1 | Agr. | Equipo 2     | Ida | Vuelta |
| -------- | ---- | ------------ | --- | ------ |
| Rusia    | 2–6  | Hungría      | 2–4 | 0–1    |
| Alemania | 1–2  | Bélgica      | 0–0 | 1–2    |
| Portugal | 4–3  | Países Bajos | 4–1 | 0–2    |
| España   | 7–1  | Noruega      | 3–1 | 4–0    |
| Escocia  | 0–6  | Inglaterra   | 0–3 | 0–3    |
| Irlanda  | 3–2  | Islandia     | 2–1 | 1–1    |